# جاك كونينغهام (كاتب)
جاك كونينغهام (بالإنجليزية: Jack Cunningham)‏ هو كاتب سيناريو أمريكي، ولد في 1 أبريل 1882 في إيونيا في الولايات المتحدة، وتوفي في 4 أكتوبر 1941 في سانتا مونيكا في الولايات المتحدة.

## وصلات خارجية
- جاك كونينغهام على موقع IMDb (الإنجليزية)
- جاك كونينغهام على موقع ألو سيني (الفرنسية)
- جاك كونينغهام على موقع أول موفي (الإنجليزية)
- جاك كونينغهام على موقع قاعدة بيانات الأفلام السويدية (السويدية)
- جاك كونينغهام على موقع قاعدة بيانات الفيلم (الإنجليزية)
- جاك كونينغهام على موقع كينوبويسك (الروسية)